# Pina (Algaida)
Pina és una localitat situada al municipi d'Algaida. Amb una població aproximada de 600 habitants, es troba al centre de l'illa i és reconeguda pel seu entorn rural.

## Paisatge i geografia
El seu nucli urbà s'alça sobre un turó, fet que respon a la necessitat històrica d'evitar les zones pantanoses properes, com la que hi havia antigament al sud-est de Pina. Aquesta condició geogràfica va propiciar el desplaçament de població cap a zones més altes, afavorint l'agrupament en l'actual ubicació del poble.
Pina destaca per la diversitat del seu entorn. A l'est, la vall coneguda com els Baixos de Pina es caracteritza per terres fèrtils, antigament zones d'aiguamolls que van ser dessecades amb obres de drenatge. Els conreus de regadiu dominen aquesta àrea, mentre que al nord-oest i sud-oest es troben zones de secà amb ametlers, garrovers i figueres. Les àrees més rocoses estan ocupades per garrigues.
La vall és travessada per un torrent que s'origina al massís de Randa i desemboca a la badia d'Alcúdia. A les proximitats del poble, un mirador permet observar aquest paisatge característic.

## Etimologia i orígens
El nom de Pina té un origen romànic. Segons Joan Coromines, podria derivar de pinna, que significa "penya", o de pinella, un terme que fa referència a un dipòsit d'aigua. La primera referència documentada del topònim es troba al Llibre del Repartiment de 1232, posterior a la conquesta de Mallorca per Jaume I.
La zona on es troba Pina ha estat habitada des de l'antiguitat, com ho demostren restes arqueològiques de coves artificials, talaiots i poblats talaiòtics. Durant la dominació islàmica, es van condicionar recursos hídrics, com la font de Pina, i es van construir marjades i molins d’aigua per aprofitar el terreny per al cultiu.
El Llibre del Repartiment també detalla que es van repartir tres alqueries situades al terme de Montuïri, amb setze jovades de terra, a Robert de Tarragona. La tradició atribueix aquestes terres a Garcia Pérez de Pina, però no hi ha proves suficients que confirmin aquesta teoria. Al segle XVI, Gabriel Ribas va adquirir bona part de les terres de Pina, i la seva família va adoptar aquest nom com a part del llinatge. Això va coincidir amb el procés de creació del nucli urbà, que es va desenvolupar al voltant de l'oratori i posteriorment de l'església.

## Llocs d'interès
L’església parroquial de Pina, dedicada als Sants Metges, Sant Cosme i Sant Damià, es va construir al segle xix aprofitant parts d’una estructura del segle xvi. Té una nau única amb capelles laterals, creuer amb cúpula, absis quadrat i una cripta dedicada a Sant Plàcid. La façana destaca per dues torres quadrades amb escultures dels sants.
Aquesta església està estretament vinculada al convent de les Filles de la Misericòrdia, fundat el 1856 per mossèn Gabriel Marià Ribes i la seva germana Josepa Maria, és la casa fundacional d'aquesta congregació religiosa. L'antic convent es va construir al costat de l'església i l'any 1891 es va afegir un nou edifici connectat amb l'original per un pont. La capella del convent, d'estil neogòtic, es va inaugurar el 1924.
Un altre element destacat és la font de Pina, un qanat d'origen àrab, que es troba a l'entrada del poble des de la carretera d'Algaida. A prop de la font es conserven rentadors públics amb sis parells de piques cobertes per una estructura de pedra.

## Festes
Pina celebra diverses festes al llarg de l'any. El 5 de gener, té lloc el mercat a la plaça, coincidint amb la Cavalcada dels Reis d'Orient. El 16 de gener, se celebra la Revetla de Sant Antoni amb foguerons i torrada popular, i el 17 de gener, la festivitat de Sant Antoni. Al setembre, se celebra la Fira de Pina, i el 26 de setembre, la festa de Sant Cosme i Sant Damià.